# Iglesia de la Natividad de Nuestra Señora (Elguea)
La iglesia de la Natividad de Nuestra Señora es un edificio situado en el concejo español de Elguea, en la provincia de Álava.

## Descripción
El edificio se encuentra en el concejo español de Elguea, del municipio de Barrundia, perteneciente a la provincia de Álava, en la comunidad autónoma del País Vasco. Se menciona como iglesia parroquial del lugar en el séptimo volumen del Diccionario geográfico-estadístico-histórico de España y sus posesiones de Ultramar de Pascual Madoz, donde aparece descrita con las siguientes palabras: «igl. parr. (la Natividad de Ntra. Sra.) servida por un beneficiado con título perpetuo de nombramiento del diocesano, y por un sacristan». En el tomo de la Geografía general del País Vasco-Navarro dedicado a Álava y escrito por Vicente Vera y López, se dice lo siguiente: «Su parroquia, de categoría rural de segunda clase, está dedicada á la Natividad de Nuestra Señora y pertenece al arciprestazgo de Gamboa».